# 전해성

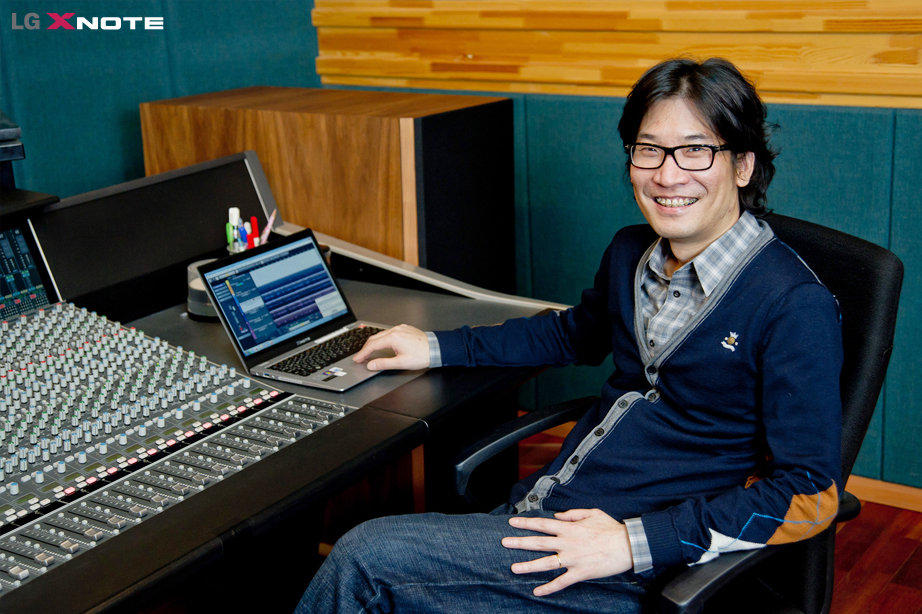
전해성

전해성은 대한민국의 작곡가이다.

## 주요 작품

### 작곡/작사
- 2003년 : 나비효과 첫사랑
- 2004년: 이승철 긴 하루
- 2005년: 윤도현 사랑했나봐
- 2005년: MC THE MAX 하면할수록
- 2005년: 김현성 머리로 맘을 누르죠
- 2006년: 유리상자 기억력
- 2006년: 선우정아 순수
- 2006년: 홍경민 사랑, 참...
- 2007년: 박효신 미워하자
- 2007년: 백지영 시간이 지나면
- 2007년: 휘성 차안남녀
- 2011년: 장혜진 사랑했나봐 (리메이크 앨범)
- 2011년: 미스 리플리 OST 박유천 너를 위한 빈자리
- 2011년: 다비치 안녕이라고 말하지마
- 2012년: 다비치 생각날거야
- 2012년: 제이 심포니 까짓 사랑
- 2012년: E2RE 깊은밤 슬픈노래
- 2012년: 옥탑방 왕세자 OST 김준수 사랑이 싫다구요
- 2012년: 양요섭 하던 대로 해'
- 2013년: 김재중 내안 가득히
- 2013년: 이승철 My Love
- 2013년: 김준수 사랑하나봐
- 2013년: 다비치 편지
- 2014년: 더 씨야 하면 할수록
- 2014년: 비스트 이 밤 너의 곁으로
- 2015년: 허각 그 날을 내 등 뒤로
- 2016년: 다비치 "내 옆에 그대인걸"

### 작곡
- 2004년: 이승철 신의 질투
- 2004년: 이승철 무정
- 2010년: 시크릿가든 OST 백지영 그여자
- 2010년: 시크릿가든 OST 백지영, 현빈 그남자
- 2011년: 최고의 사랑 OST 백지영 아이캔't 드링크'
- 2011년: 최고의 사랑 OST 허각 나를 잊지 말아요
- 2011년: 스파이 명월 OST 박정현 세상 그 누구보다

## 수상
- 2005년 SBS 가요대전 올해의 작곡가상 (사랑했나봐)